# Fodorkút
Fodorkút (románul: Dalu) falu Romániában, Maros megyében. 1956-tól lett különálló falu, addig Mezőszengyel része volt. Közigazgatásilag most is Mezőszengyel községhez tartozik.

## Fekvése
Marosludastól 8 km-re északra fekszik, Maros megye nyugati, a Mezőség déli részén.